# Dan Pița
Dan Pița (Predefinição:IPA-ro;  Dorohoi, 11 de outubro de 1938) é um realizador e guionista romeno.

## Carreira
Pița realizou vários filmes premiados desde a década de 1970, incluindo o hit de 1985 Pas în doi, que ganhou uma Menção Honrosa no 36º Festival Internacional de Cinema de Berlim. Em 1987, ele foi membro do júri do 37º Festival Internacional de Cinema de Berlim.

## Filmografia
- Kira Kiralina (2013)
- Ceva bun de la viață (2011) Something Good Out of Life
- Femeia visurilor (2005)
- Second Hand (2005)
- Omul zilei (1997) The Man of the Day
- Eu sunt Adam (1996)
- Pepe & Fifi (1994)
- Hotel de lux (1992) Luxury Hotel
- Autor anonim, model necunoscut (1989) Anonymous Author, Unknown Model
- Noiembrie, ultimul bal (1989) The Last Ball in November
- Rochia albă de dantelă (1988) The White Lace Dress (USA)
- Pas în doi (1985)
- Dreptate în lanțuri (1983) Chained Justice (USA)
- Faleze de nisip (1983) Sand Cliffs adaptation of the novel Sand Days/Zile de Nisip by Bujor Nedelcovici
- Concurs (1982) The Contest
- Prea tineri pentru riduri (1982) Too Young for Wrinkles
- Pruncul, petrolul și ardelenii (1981) The Oil, the Baby and the Transylvanians
- Bietul Ioanide (1979) Memories from an Old Chest of Drawers
- Mai presus de orice (1978) This Above All
- Profetul, aurul și ardelenii (1978) The Prophet, the Gold and the Transylvanians
- Tănase Scatiu (1976) A Summer Tale
- Filip cel Bun (1975) Filip the Kind
- Duhul aurului (1974) Gold Fever, Lust for Gold
- August în flăcări (1973) (TV) August in Flames
- Nunta de piatră (1972) (segment "At a Wedding") The Stone Wedding
- Apa ca un bivol negru (1970) Black Buffalo Water
- Viața în roz (1969) La vie en rose
- Dupaamiază obișnuită (1968) An Ordinary Afternoon
- Paradisul (1967) Paradise